# Алтинбельський сільський округ
Алтинбе́льський сільський округ (каз. Алтынбел ауылдық округі, рос. Алтынбельский сельский округ) — адміністративна одиниця у складі Улькен-Наринського району Східноказахстанської області Казахстану. Адміністративний центр — село Алтинбел.
Населення — 1675 осіб (2021; 2209 у 2009, 3297 у 1999, 3566 у 1989).
Станом на 1989 рік існувала Новоберезовська сільська рада (села Маймир, Новоберезовка, Уштобе, Яри). 1998 року до складу округу було приєднано ліквідований Солдатовський сільський округ (село Солдатово), але пізніше округ був відновлений. До 2013 року округ називався Новоберезовським.

## Склад
До складу округу входять такі населені пункти:
| Населений пункт | Старі назви   | Населення, осіб (1989) | Населення, осіб (1999) | Населення, осіб (2009) | Населення, осіб (2021) |
| --------------- | ------------- | ---------------------- | ---------------------- | ---------------------- | ---------------------- |
| Алтинбел, село  | Новоберезовка | 1968                   | 1852                   | 1200                   | 880                    |
| Єгінди, село    | Яри, Жар      | 521                    | 362                    | 232                    | 185                    |
| Майємер, село   | Маймир        | 765                    | 788                    | 569                    | 479                    |
| Уштобе, село    | -             | 312                    | 295                    | 208                    | 131                    |